# Sergio Galdós
Sergio Galdós (nascido em 2 de janeiro de 1990) é um jogador peruano de tênis profissional.